# Загора

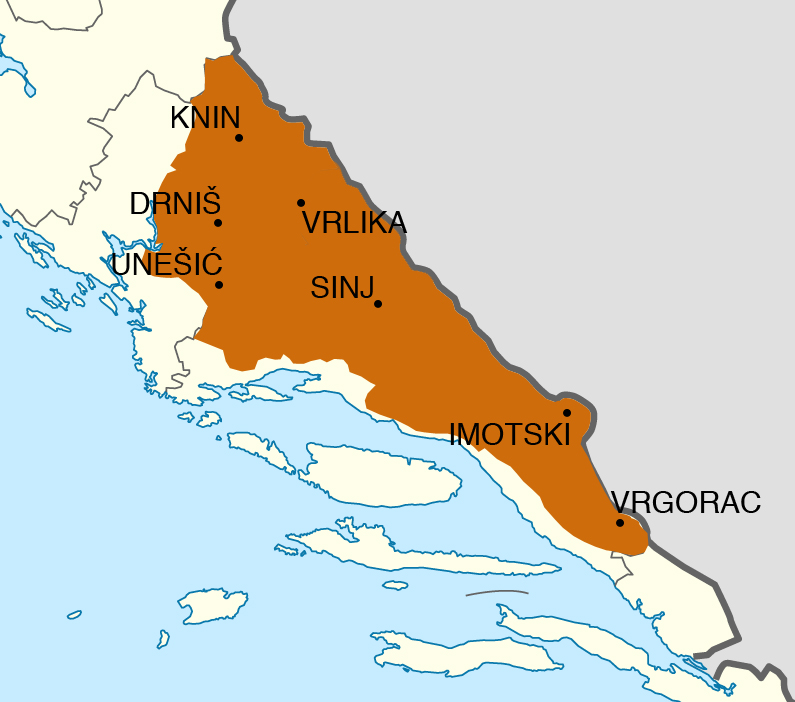

Загора, також інколи називається Далматинська Загора (хорв. Dalmatinska zagora) — внутрішній південний район Хорватії. Назва Загора означає за горами, що говорить про те, що ця частина Далмації відокремлена від решти горами.
Загора займає терени від Шибеника до Герцеговини і Ливненського краю. Знаходиться у межах двох жупаній: Спліт-Далмація і Шибеник-Книн.